# Кайбичево
Кайбичево — село в Дубёнском районе Мордовии, административный центр Кайбичевского сельского поселения.

## География
Расположено на речке Лаше, в 12 км от районного центра и 37 км от железнодорожной станции Атяшево.

## Название
Название-антропоним: владельцами населенного пункта были татары Кайбичевы.

## История
Село возникло в начале XVII века.
В «Списке населённых мест Симбирской губернии» (1863) Кайбичево — село владельческое из 196 дворов Ардатовского уезда.
По сведениям 1931 года, в селе насчитывалось 420 хозяйств (1831 чел.).
До 1930-х годов действовали колхозы «Красный путиловец» (председатель И. Ф. Селькин) и «Красное Кайбичево», с 1930-х годов — «Путь к коммунизму», который в 1998 году был реорганизован в СХПК «Кайбичевский».

## Инфраструктура
Начальная школа, библиотека, магазин, медпункт, отделение связи.

## Население
На 2001 год население составляло 551 человек.
| 2002 | 2010 | 2012 | 2013 | 2014 | 2015 | 2016 |
| ---- | ---- | ---- | ---- | ---- | ---- | ---- |
| 365  | ↘214 | ↘203 | ↘192 | ↗193 | ↘179 | ↘173 |
| 2017 | 2018 |      |      |      |      |      |
| ↘166 | ↘150 |      |      |      |      |      |

## Достопримечательности
- Каменная церковь Казанской Божьей Матери (1872).

## Известные жители
- В. Сизова — педагог.
- Н. С. Кочетков — заместитель министра сельского хозяйства Мордовии

## Источник
- Энциклопедия Мордовия, М. М. Сусорева.